# Who did it to Michelle Waters?
Who did it to Michelle Waters? (рус. Кто сделал это с Мишель Уотерс?) — четвёртый студийный альбом российской группы Mechanical Poet, выпущенный в 2007 году на лейбле CD-Maximum.

## Об альбоме
Релиз вышел на двух CD. На первый диск вошли собственно песни альбома (часть из которых перекочевали с предыдущего диска, Creepy Tales for Freaky Children). На второй CD вошли чисто инструментальные композиции.
Who did it to Michelle Waters? — концептуальный альбом, посвящённый детективно-романтической истории. В центре сюжета — доведение до самоубийства девушки по имени Мишель Уотерс. Альбом снабжён буклетом с рисунками главных героев, выполненными лидером группы Лексом Плотниковым.

## Список композиций

### СD 1
| №                   | Название                                                                                                 | Длительность |
| ------------------- | --- | ------------ |
| 1.                  | «Who Did It?» (instrumental)                                                                             | 1:30         |
| 2.                  | «Nice Place for a Sad Story»                                                                             | 2:53         |
| 3.                  | «Snow White»                                                                                             | 4:23         |
| 4.                  | «Red Road in Purple Haze»                                                                                | 3:31         |
| 5.                  | «Your Hate is Like a Poison Apple» (instrumental)                                                        | 2:26         |
| 6.                  | «Bubble Bath» (укороченная версия оригинальной композиции с альбома Creepy Tales for Freaky Children)    | 3:17         |
| 7.                  | «Pit Muses Have No Pity»                                                                                 | 4:29         |
| 8.                  | «A Rose for Michelle» (версия оригинальной композиции с альбома Creepy Tales for Freaky Children)        | 3:31         |
| 9.                  | «You’re Gone with My Heart» (instrumental)                                                               | 2:04         |
| 10.                 | «The Afterguide» (укороченная версия оригинальной композиции с альбома Creepy Tales for Freaky Children) | 4:30         |
| 11.                 | «Sonny on His Way»                                                                                       | 3:55         |
| 12.                 | «Someday We’ll Meet… I Hope» (instrumental)                                                              | 3:10         |
| 13.                 | «Strayed Moppet» (live, Creepy Tales for Freaky Children presentation)                                   | 3:47         |
| Общая длительность: | Общая длительность:                                                                                      | 43:40        |

### CD 2
| №                   | Название                                                     | Длительность |
| ------------------- | ------------------------------------------------------------ | ------------ |
| 1.                  | «The Opening» (instrumental, расширенная версия Who Did It?) | 3:37         |
| 2.                  | «When Love Comes» (instrumental)                             | 3:30         |
| 3.                  | «Kisses in The Rain » (instrumental)                         | 3:06         |
| 4.                  | «The Ball» (instrumental)                                    | 3:32         |
| 5.                  | «Stealing The Car / The Night Ride» (instrumental)           | 2:58         |
| 6.                  | «Life’s Not Fair(ytale)» (instrumental)                      | 3:16         |
| 7.                  | «Yellow Roses» (instrumental)                                | 3:18         |
| 8.                  | «A Long Long Way» (instrumental)                             | 3:29         |
| 9.                  | «Someday We’ll Meet… I Hope» (instrumental)                  | 3:09         |
| 10.                 | «A Letter from iMP» (instrumental)                           | 3:13         |
| Общая длительность: | Общая длительность:                                          | 33:08        |

## Участники записи
- Лекс Плотников — гитара, клавишные.
- Владимир Ермаков — ударные.
- Джерри Ленин — вокал.

Бывшие участники:
- Серж Хлебников — бас-гитара (# 13).

Приглашённые музыканты:
- Даниил Захаренков — бас-гитара.

## Информация
- Музыка и лирика: Лекс Плотников.
- Аранжировка: Mechanical Poet.
- Семплы и оркестровки: Лекс Плотников.
- Студия: «Чёрный Обелиск».
- Сведение и мастеринг: Дмитрий Борисенков.
- Художник и дизайнер альбома: Лекс Плотников.